# Rustning

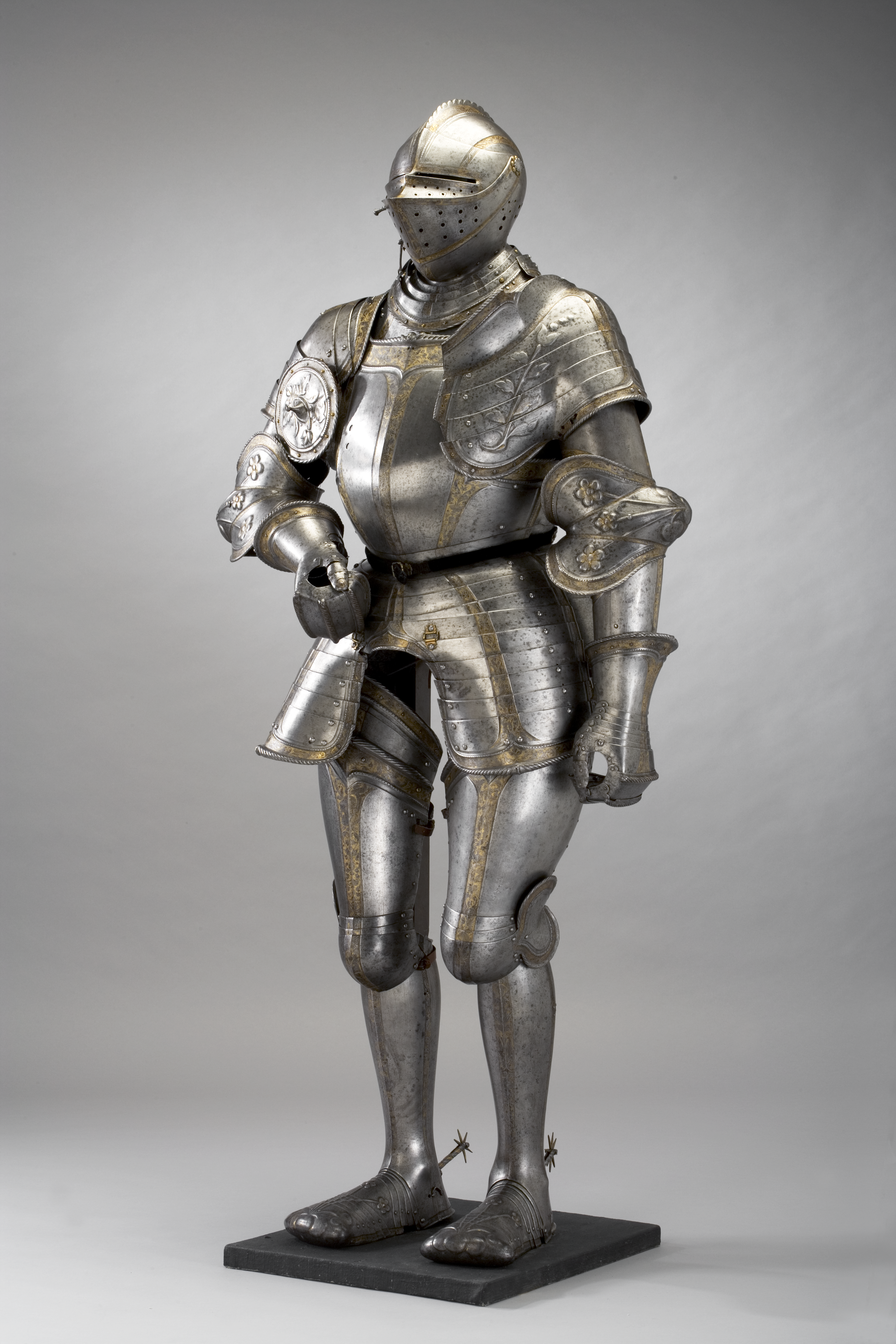
Gustav Vasas rustning i Livrustkammaren. Troligen tillverkad av Kunz Lochner vars verkstad i Nürnberg producerade flera av de mest praktfulla paradrustningarna som finns bevarade från denna tid.

Rustning (historiskt även: brynja, harnesk, köritz, kyritz, kyrass etc) är ett mer eller mindre heltäckande pansarkroppsskydd som krigare eller dito beklär sig i för att skydda sig mot fientliga vapen. Som skydd för huvudet används hjälm. Med rustning avses i modern tid oftast historiska exempel, men begreppet är funktionellt även för modernt ballistiskt kroppsskydd som täcker ben och armar.
Rustningar har historiskt tillverkats av flertalet olika pansartyper, såsom fjällpansar, lamellpansar och ringpansar, men i modern tid åsyftar begreppet ofta på plåtrustning (engelska: plate armour, tyska: Plattenpanzer), rustning utgjord av rustningsplåt – plåtpansar som slagits ut och formats efter den mänskliga kroppen.
Utöver människor förekommer även rustning för diverse stridsdeltagande djur, framförallt hästar historiskt men i modern tid även hundar.

## Historik
Krigare förstärkte i skyddande syfte sina dräkter med metall- och läderdelar redan för tusentals år sedan. Under antiken kan man börja tala om faktiska rustningar.

### Rom
Lorica är det latinska namnet för rustning. Tre typer av rustning användes under perioder allmänt inom romarrikets arméer. Därtill kommer den så kallade "muskelrustningen". Denna är känd från avbildningar av kejsare som Marcus Aurelius, men tros endast ha burits av höga ledare.

#### Lorica hamata
Lorica hamata är den äldsta typen av rustning av de tre. Den användes redan långt före romarriket, den användes av syrierna i Främre Orienten redan 600 f.Kr. Romarna tros ha lärt sig tekniken i samband med att de förlorade ett antal slag mot de keltiska gallerna (i nuvarande Frankrike).
Lorica hamata är en sorts ringbrynja som användes inom den Romerska republiken från det första århundradet. En ringbrynja består av ringväv. Den användes framför allt av Auxilia, det vill säga trupper bestående av personer som ej var romerska medborgare. Även trupper bestående av romerska medborgare använde Lorica hamata. Lorica hamata-rustningarna tillverkades av brons eller järn. Det var en flexibel, pålitlig och stark rustning. En ringbrynja bestod normalt av 10 000–20 000 ringar. Den var konstruerad så att varje ring gick igenom fyra andra. Vanligast var att ringarna nitades ihop i efterhand, men brynjor med stansade ringar förekom också.
Ringbrynjan var arbetskrävande att tillverka, men anses ha kunnat användas i årtionden om den sköttes väl. Smuts fick sällan fäste genom att ringarna kontinuerligt gnids mot varandra när brynjan används. Rost var däremot ett problem, som löstes genom att brynjan lades i en tunna med sand som rullades till rosten slipats bort.
Lorica hamata fungerade så väl att framkomsten av den berömda Lorica segmentata – som gav bättre skydd trots att den bara vägde en tredjedel – aldrig ledde till att Lorica hamata försvann. Faktum är att armén under det sena romarriket återgick till Lorica hamata när segmentata hade slutat användas.

#### Lorica segmentata

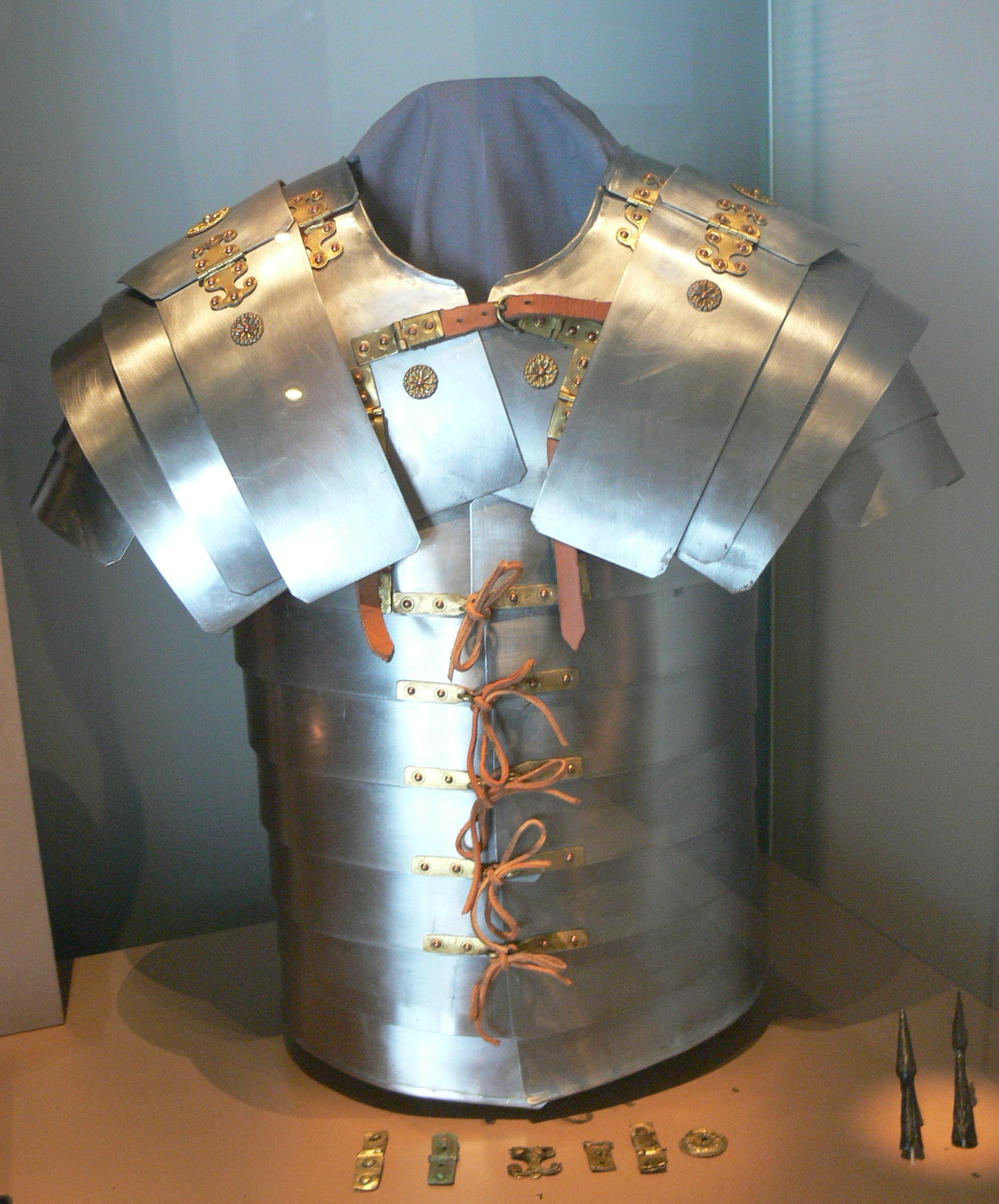
Rekonstruktion av lorica segmentata.

Lorica segmentata var en typ av rustning som – till skillnad från Lorica hamata – enbart användes inom Romarriket. Det latinska ordet användes först under 1500-talet (dess ursprungliga benämning är okänd).
Lorica segmentata var en segmenterad rustning vilket framgår av namnet. Den består av metallbrickor gjorda av järn, sammanlänkade med läderband på insidan. Brickorna överlappade varandra och bildade två horisontella delar fram och bak. Den övre kroppen och skuldrorna skyddades även av större bröst och ryggplattor. Eftersom det gick att enkelt dela rustningen i fyra delar kunde den lagras och transporteras mycket utrymmessnålt. Under perioden som segmentata användes modifierades den flera gånger, och minst tre klart skilda varianter fanns.
Den idag antagna tidsperiod när Lorica segmentata användes är från år 0 eller några år före till omkring år 300. Rustningen fick dock bara större spridning under de två första århundradena efter Kristus.
Frågan om vem som bar Lorica segmentata är omdebatterad. En vanlig teori är att bara de romerska legionärerna fick bära segmentatan medan Auxilia-trupperna fick bära hamatan. Två tänkbara motiv har lyfts fram. Det första är att den romerska ledningen genom att ge legionärerna säkrare och dyrare utrustning ville lyfta fram deras socialt högre status. Det andra är att legionärerna och Auxilia användes i olika typer av strid och därmed hade olika skyddsbehov.
Kunskap om Lorica segmentata har forskningen i första hand fått genom de detaljerade relieferna i Trajanuskolonnen. Utifrån dessa bilder har man sedan lättare kunnat tolka de ibland sönderrostade rester man återfunnit. Det var först 1964 som ett avgörande fynd gjordes när man i Corbridge, Storbritannien fann en trälåda med tolv segmentata-sektioner. Utifrån dessa kunde sedan realistiska rekonstruktioner skapas och tidigare, mindre fynd sättas in i ett nytt sammanhang. Det var efter detta fynd som de tre typerna av segmentata kunde urskiljas.

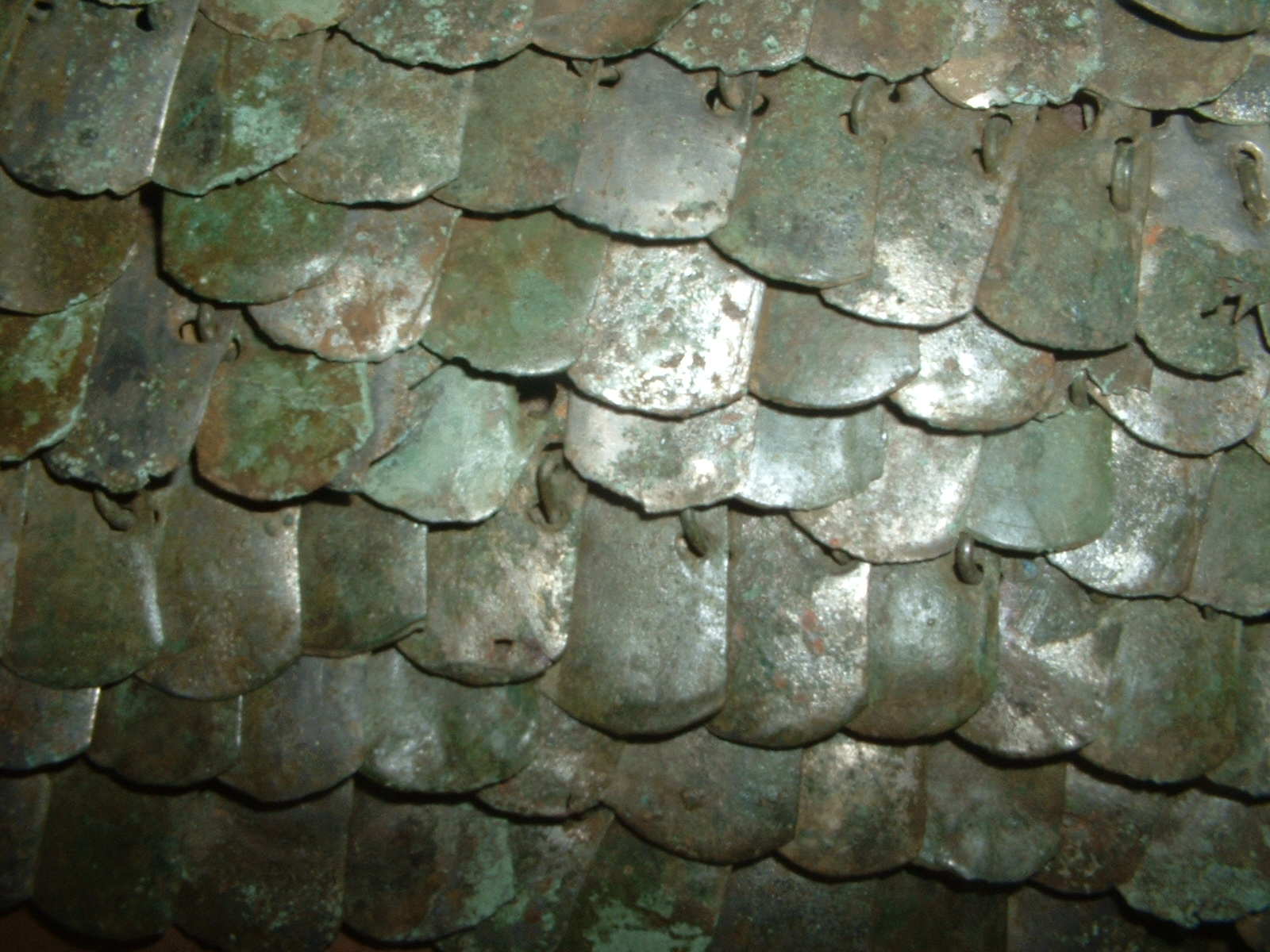
Del av tröja med påsydda metallfjäll, lorica squamata.

### Medeltiden
Under tidig medeltid hade man huvudsakligen ringbrynja som skydd i strid, tillsammans med hjälm och sköld. Man kände till brynjan av sammanflätade järnringar redan från 600–400-talen f.Kr. (enligt vissa uppgifter från Syrierna i Främre Orienten, enligt andra från kelterna i Gallien). Den tycks ha varit ett bra skydd eftersom den var i allmänt bruk under hela medeltiden. Brynjan liknade till formen kjorteln i den fredliga vardagliga dräkten. Som skydd för benen fanns särskilda brynjehosor och för skydd av huvudet hade man ofta en brynjehuva som föll ned över axlarna och endast lämnade ansiktet bart. Hjälmen var dock det vanliga skyddet för huvudet och var under äldre medeltiden oftast rund och uppåt spetsig.
På 1100-talet började riddare bära ett skydd av hårt läder över ringbrynjan. En form av brynja var en ringpansarskjorta, den så kallade hauberken, som var en tröja av läder med påsydda järnringar eller små metallfjäll som skyddade mot svärdshugg och lansstötar. Metallfjällen gjordes efter hand större. Den tilltagande effektiviteten hos anfallsvapnen gjorde att skyddsbehovet ökade och därför försökte man i mesta möjliga mån undvika skarvar mellan rustningens plåtar. Vid 1300-talets slut smidde man hela bröst- och ryggharnesk. Strävan efter tillräckligt skydd ledde under 1400-talet till att ryttaren helt blev klädd i järn.

### Nyare tiden

Delar på 1500-talsrustning och hjälm.

#### 1500-talet
Utvecklingen av riddarnas rustning under 1300- och 1400-talen ledde fram till dess fulländning under 1500-talet med en rustning av metall som helt täckte ryttarens kropp. Den bestod av hjälm, ofta med uppfällbart visir, ringkrage som gick runt halsen och över axlarna, bröstharnesk som nedtill förlängdes av bukskenor med höftskört, ryggharnesk som nedtill förlängdes av ett ländskört, lårskenor, ledade arm- och benskenor samt handskar och skor.
Det blev under 1500-talet allt större skillnader mellan de förnämas rustningar och de rustningar som användes i de krigförandes arméer. För både rytteriet och infanteriet förenklades konstruktionen för att göra den lämpligare och bekvämare för fältbruk men rustningen var fortfarande en otymplig och tung bepansring som täckte hela kroppen. Under senare hälften av 1500-talet sökte man göra alla rustningens delar skottsäkra även för muskötkulor, varigenom den som helhet blev betydligt tyngre.

#### 1600-talet

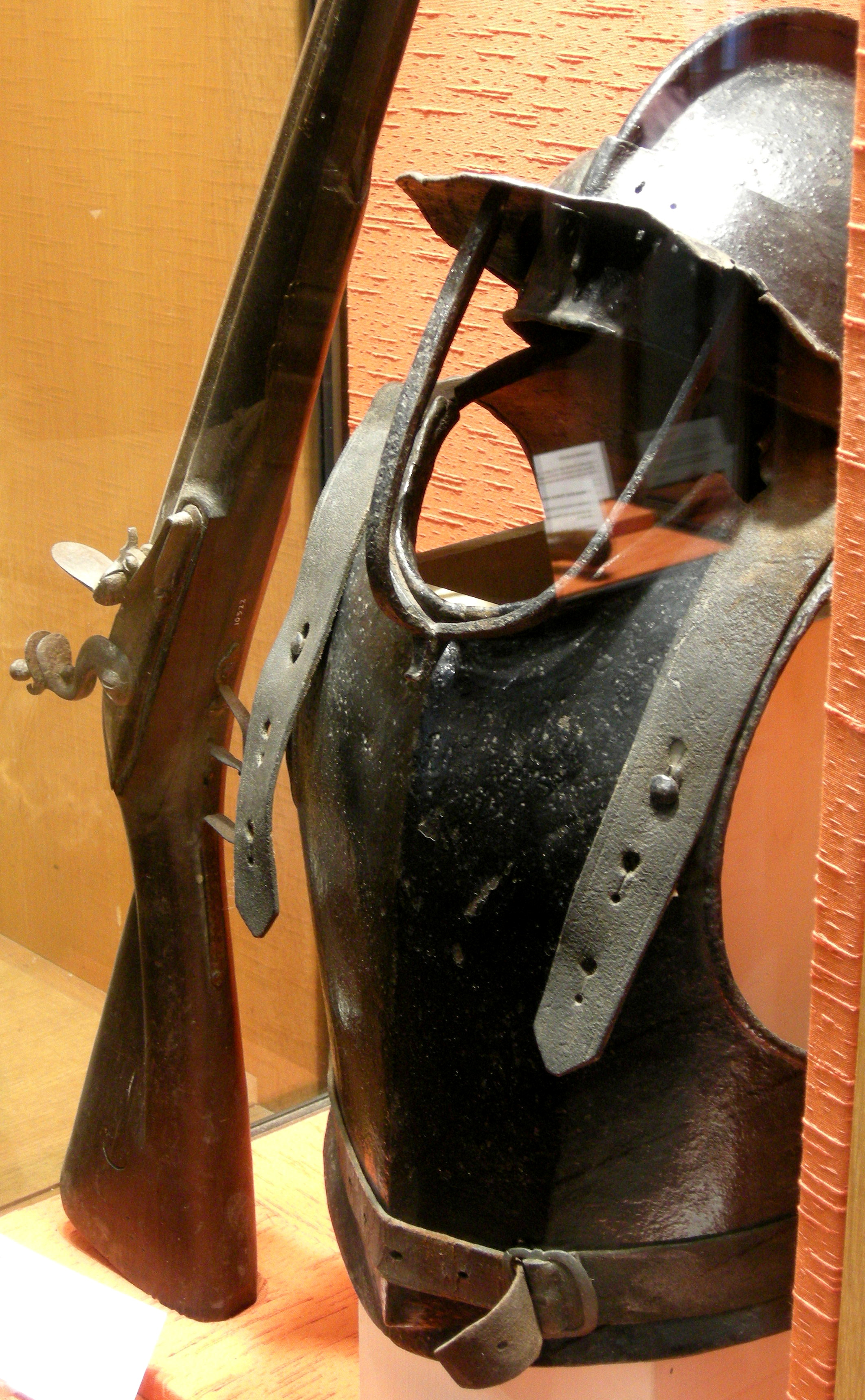
Hjälm, harnesk och flintlåsmusköt från mitten av 1600-talet.

I början av 1600-talet började riddarrustningen mista sin betydelse till följd av eldvapnens utveckling. Vid kavalleriet reducerades det tunga helpansaret till bröst- och ryggharnesk  (gemensamt kallat kyrass) för skydd av överkroppen samt ringkrage och hjälm. För skydd av benen användes höga stövlar.
För att skydda fotfolket så mycket som möjligt och för att minska rustningens tyngd inskränkte man sig sedan 1600-talets första decennium ofta till att utrusta knektarna endast med ett skottsäkert men mycket tungt bröstharnesk, ringkrage och hjälm (stormhatt). För skydd av händerna bars handskar, ofta av järn, vars kragar skyddade armen till armbågen.

#### 1700-talet till nutid
Harnesk och hjälmar av olika utseenden och konstruktion har fortsatt att användas ända in i nutiden och begagnas fortfarande som skyddsvapen av alla länders krigsmakter.
Harnesk i sin nuvarande form kallas pansarväst eller skyddsväst. Under amerikanska inbördeskriget begagnades till exempel ofta en sorts stålvästar som bestod av flera stålskivor vilka ibland kunde vara fastnitade med varandra och ibland förenade med gångjärn. De var överklädda med tyg och bars under vapenrocken.

## Användning
Under rustningen bars en tjockt vadderad och genomsydd vapentröja (t.ex. en gambeson eller en aketon) och under harneskkragen en mycket tjockt vadderad krage. Enligt en engelsk uppgift från 1500-talet skulle vapentröjan vara fodrad med satin samt försedd med hål för luftväxlingens skull. Satinfodret gjorde vapentröjan angenämare att bära eftersom man ibland inte hade något underplagg under den.
Under kyrassen bars vanligen läderkyller vilket i Sverige vanligtvis var av älg- eller hjorthud.

## Djurrustningar

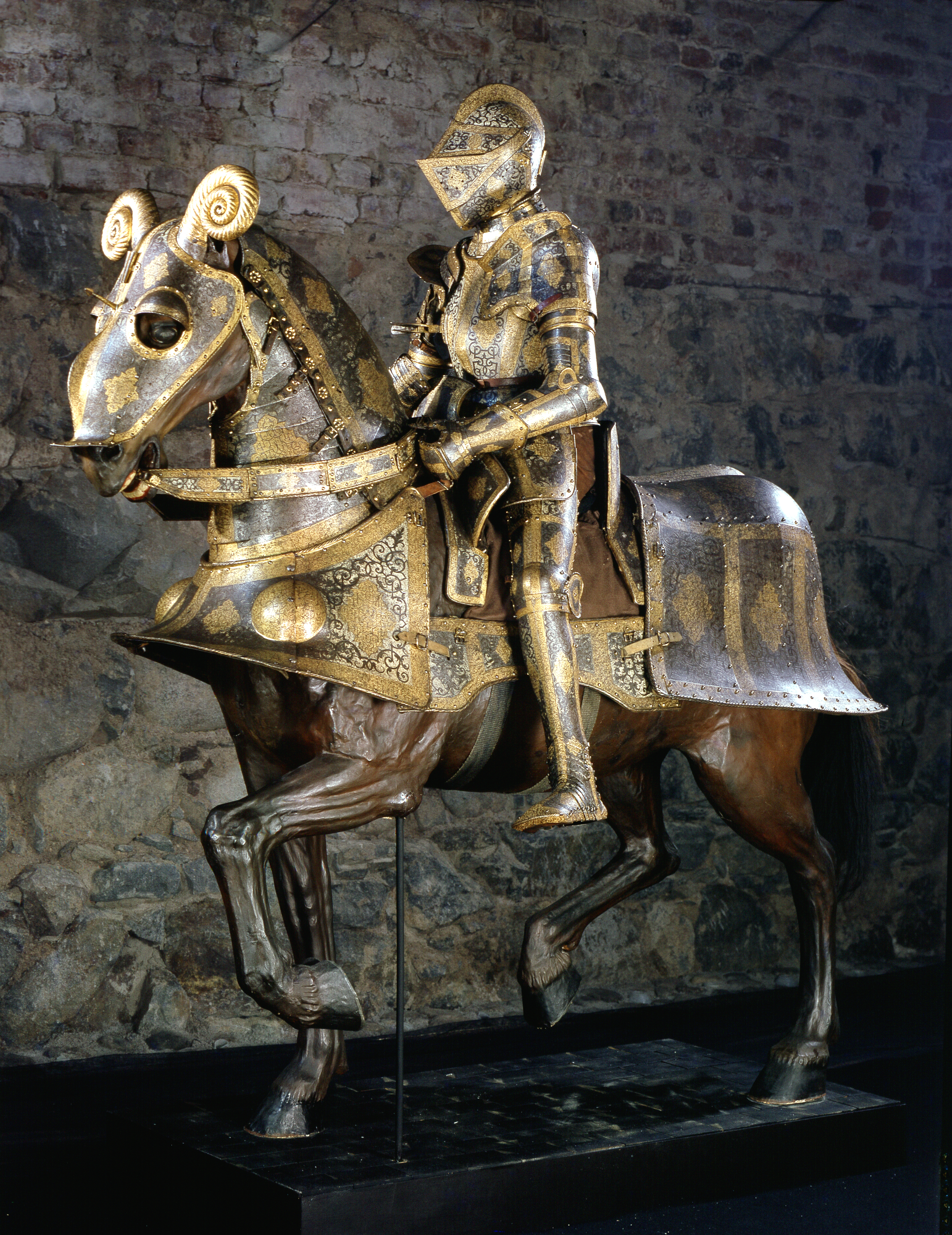
Sigismund II Augusts paradrustning, tillverkad av Kunz Lochner, Livrustkammaren

Även hästar kunde förses med rustning som skyddade hästens överdel, hals och panna. Ryttarens och hästens tunga rustningar krävde stora hästar. I den paradrustning som tillverkades av den tyske rustningssmeden Kunz Lochner åt Sigismund II August ingår en hästrustning och en harnesksadel.

## Rustningsdelar

Rustningsdelar

| Nr | Svenska                                     | Engelska                       |
| -- | ------------------------------------------- | ------------------------------ |
| 1  | Häststjärna                                 | Shaffron                       |
| 2  | Pannsköld                                   | Esutcheon                      |
| 3  | Öronskydd                                   | Ear-guards                     |
| 4  | Manpansar                                   | Crinet                         |
| 5  | Halspansar                                  | Throat-piece                   |
| 6  | Bogpansar                                   | Peytral                        |
| 7  | Flankpansar                                 | Flanchard                      |
| 8  | Ländpansar                                  | Crupper                        |
| 9  | Svansskydd                                  | Tail-piece                     |
| 10 | Hjälm                                       | Helmet                         |
| 11 | Hjälmkam                                    | Helmet comb                    |
| 12 | Hjälmklocka                                 | Skull                          |
| 13 | Pannklaff                                   | Visor                          |
| 14 | Visir                                       | Upper-bevor                    |
| 15 | Hakstycke                                   | Bevor                          |
| 16 | Plymhållare                                 | Plume holder                   |
| 17 | Ringkrage                                   | Collar, gorget                 |
| 18 | Bröst- och ryggharnesk, kyrass              | Breast- and backplate, cuirass |
| 19 | Axelstycke                                  | Pauldron                       |
| 20 | Överarmsskena                               | Upper cannon of the vambrace   |
| 21 | Armbuckla med mussla                        | Couter                         |
| 22 | Underarmsskena                              | Lower cannon of the vambrace   |
| 23 | Harneskhandske                              | Gauntlet                       |
| 24 | Höftskört, tasett                           | Tassett                        |
| 25 | Lårskena                                    | Cuisse                         |
| 26 | Knäbuckla med mussla                        | Poleyn                         |
| 27 | Benskena                                    | Greave                         |
| 28 | Harnesksko                                  | Sabaton                        |
| 29 | Lanshandske                                 | Lance-rest                     |
| 30 | Bräckrand                                   | Haute-piece                    |
| 31 | Förstärkningsstycke för v. skuldra med bard | Grandguard                     |
| 32 | Förstärkningssärm                           | Pasguard                       |
| 33 | Järnhand, tornerhandske                     | Manifer                        |